# Congos
Los Congos es una cultura, género musical y baile Afrocolonial concentrados principalmente en la Costa Arriba y Costa Abajo de la Provincia de Colón, en la República de Panamá, que se caracterizan por una expresión violenta y erótica al bailar, y además asocian casi siempre una especie de representación mímica y teatral, que tiene como temática episodios históricos del infame comercio negrero, de la esclavitud y las consiguientes rebeliones negras durante los tiempos de la conquista y del colonialismo. Así mismo es considerado el género y baile de tambor más antiguo del Istmo de Panamá.

## Origen
Desde 1514, comenzaron a llegar negros, traídos de África Occidental, para trabajar en las plantaciones de Panamá. A partir de 1523, se sistematizó el arribo de hombres y mujeres venidos de Angola, Camerún, Guinea y del Congo, principalmente. La presencia de este factor étnico determinó los rasgos musicales-culturales básicos del pueblo panameño. Con los negros llegaron sus cantos, sus instrumentos y sus bailes, otorgando un perfil reconocible al arte nacional. Fueron numerosas las sublevaciones de esclavos, muchos de los cuales huían para establecerse en los palenques, bajo la guía de figuras legendarias como Bayano, Antón Mandinga o Domingo Congo. Esto produjo un hecho determinante en el posterior desarrollo de las expresiones culturales de origen africano: la concertación de un tratado de pacificación en 1607, que otorgó cierta libertad, aunque con restricciones, a miles de antiguos esclavos; una nueva situación de amplios sectores negros en el plano social. La música folklórica y popular del istmo estuvo teñida, en adelante, por este hecho histórico de suma trascendencia.
La forma de comunicación utilizada por los negros de aquella época, y que es todavía cultivada por los congos, es el saludo con los pies y el hablar al revés, mezclando el castellano, inglés, francés y portugués. Los esclavos y los negros acostumbraban reunirse en sus palenques, donde danzaban, jugaban y satirizaban al blanco opresor, por el cual sentían odio y rencor, siendo la música un medio de desahogo, pero también de nostalgia por sus raíces. También era una manera de burlarse de la estructura eclesial de la época, que les decía que si no obedecían al amo, se los llevaba el diablo. De ello derivan la personificación de las ánimas y el diablo en el bautizo congo.
La cultura Congo sobrevivió gracias al uso del "doble sentido", que los africanos esclavizados utilizaron como arma de resistencia. Este lenguaje les permitió comunicarse los unos con los otros mientras confundían a los españoles. Al distorsionar el significado, la realidad se tornaba ambigua convirtiendo a los africanos en maestros en el intercambio de información. La habilidad de comunicarse entre sí, sin ser descubiertos, les hacía posible planificar fugas y levantamientos, así como operar un elaborado sistema de espionaje.

## Dispersión geográfica
La mayoría de los practicantes de la cultura Congo viven en la Provincia de Colón, en la costa arriba y la costa abajo de esa provincia. También hay congos en El Escobal, a las orillas del lago Gatún, en La Chorrera, y también en Chepo, en la Provincia de Panamá. Los primeros Congos eran venidos de Palenque, pueblo de Costa Arriba,etc.

## Ejecución y pasos básicos del baile Congo
El congo se realiza descalzo, por la relación del negro con la tierra.
La danza es una mezcla de movimientos, percusión y sonidos fuertes, colores, vestidos y máscaras, mitos, magia y cantos, son una muestra ferviente de las antiguas raíces africanas que han sobrevivido a través de incontables generaciones, preservadas hasta nuestros días a través de una de las tradiciones más representativas de la provincia de Colón, donde la población es predominantemente afroamericana. Los movimientos del hombre y de la mujer negra son propios de su naturaleza. El baile congo es un conjunto de movimientos propios de cada uno, los cuales no tienen un orden específico, más bien son intrínsecos en cada persona que desarrolla el baile; algunos lo hacen con sensualidad, otros con sentimiento, con expresiones muy particulares, con mensajes de vida, rememorando situaciones, con religiosidad, con alegría, con tristeza, con dolor, llenos de vida, con pesar, en forma de juego, de manera espontánea, con naturalidad, con ritmo.
El estilo del baile es básicamente improvisado, aunque ciertos pasos y posturas del cuerpo caracterizan la coreografía. Sin embargo, no hay ninguna secuencia fija o predecible. Intuitivamente, las parejas se responden, componiéndose en un baile, que resulta en movimientos perfectamente sincronizados y los gestos no planificados. La interacción ocurre con una velocidad y coordinación asombrosa. El juego de amor masculino – femenino es abierto, franco, erótico y enlazado con un espíritu de juego y exageración. Las señoras bailan tranquilas y serenas como si estuvieran en trance. Con pequeños pasos, ella se mueve hacia el tambor, sus hombros, brazos y cabeza queda casi sin movimiento. Solo los movimientos de las caderas son claramente observables, con la dobles de la falda invita a su parejas a acercarse. Si él acepta el reto y se le acerca, ella se retira con prontitud, se voltea y sigue en otra dirección.

## Formación Instrumental del Baile Congo
Generalmente se utilizan cuatro tambores que pueden variar en número según la costumbre del lugar. Estos tambores son:

### La Caja
Es el tambor que lleva el compás. Hecha de duelas (tablas en forma curva), es un instrumento cilíndrico hueco, confeccionado de madera cubierto con cuero, y tiene parches por sus dos lados, tocándose con dos bolillos o palitos.

### Tambor de Balso repicador
Suele estar pintado de negro y blanco. Es un tambor de forma cilíndrica, de sonido agudo, revestido con cuero de varios tipos de pieles, siendo la preferida la de tigre, amarrado con cuerdas y cuñas que le dan tensión al cuero. Generalmente es el que adorna la melodía de percusión con su repicar en contratiempo.

### Tambor de Balso pujador
Está igualmente pintado de negro y blanco, y es un tambor de cuña de sonido grave, con forma cilíndrica. Es el que puja sin variar, de la misma constitución del repicador, sin embargo es un poco más grueso con relación al primero

## Modalidades
Entre los Congos hay dos tonadas:
- La Tonada llamada Corrido que es un compás 2/4.

- La tonada llamada atravesao, tambor congo o terribles, que es compás 6/8.

## Personajes del baile Congo
Los personajes que figuran el Drama del Congo son:
- La Reina: es la autoridad más alta. Sale durante la fiesta vestida con una falda amplia o pollera sencilla, una blusa parecida a la de la pollera, y lleva sus pies descalzos como todos los demás personajes del drama. Representa a la mujer fuerte que guio al éxodo y administró el gobierno y la justicia en el establecimiento fugitivo o palenques en la selva.
- El Juan De Dios: esposo de la reina. Lleva una corona vistosa, bastón de mando y faja de color con insignias. Viste pantalón negro con una pernera remangada, camisa blanca y corbata con el nudo hacia atrás. Representa al señor de la guerra, de la estrategia y de la economía.
- Las Mininas: son dos niñas, con vestidos distinguidos y coronas, grandes bailarinas, personajes de adorno en el séquito real.
- El Cazador: con atuendo significativo, simboliza la inteligencia de las milicias y el verdugo, especializado en la caza y acusación de espías y traidores.
- El Pajarito: es el príncipe, viste una túnica corta amarrada en la cintura, con mangas rojas y oscuras. Como pajarito lleva una pluma simbólica de color vino, y como príncipe, una corona. Representa al negro arriesgado que explora el campo, descubría al adversario, atisbaba sus movimientos y señalaba a los fugitivos el lugar más seguro para establecer sus palenques.
- El Matuanga: es el nombre que se le dio a un capitán de congo; cuando los congos entran en disputas llaman a su jefe o matuanga.
- La Cucamba: se viste como un atún y lleva una máscara con pico.
- El Horrasquín: es un insecto vestido totalmente con hojas de palmeras. Hace el mimo de Juan de Diosito, es hermano de pajarito, también príncipe, es el edecán o guardaespaldas de la reina, viste igual que el pajarito y es como él un furioso bailarín.
- El Esclavo: es un negro desarrapado, representa el último grado de miseria física y moral a que llega un esclavo. Lo lleva un amo encadenado y le da latigazos constantes.
- El Agarrado: es un personaje que se distingue por llevar una soga en la mano y se hace acompañar de uno o dos esbirros, con ganchos en las manos, llevando delante a algún prisionero. Representa a la temible autoridad policía.
- El Filibustero: se usa para designar el sujeto extranjero o turista.
- El Barrecontó: es un personaje que siempre va cargando objetos en las manos o prendidos en la cintura. Representa al piquete de negros encargados de aprovisionar a la hueste de útiles y abastecerla de alimentos, hurtando, asaltando y arrasando a los pueblos no congos durante la lucha.
- El Letrado: es un personaje que pocas veces aparece. Representa al negro entendido en las leyes congas y sirve de consejero al rey. Es él quien conoce los secretos del reino.
- La Turba Raza: representada por mujeres y hombres negros. Los hombres visten de mamarrachos, semidesnudos, con palos, ramas, oriflamas, máscaras, rostros pintarrajeados de negro y blanco. Las mujeres por su parte, visten decentemente, con telas brillantes y van todas curiosamente tocadas con bellos racimos de flores que llaman canitolenda. Todos, tanto hombres como mujeres, llevan nombres de animales.
- El Holandés: es uno de los pocos personajes blancos, representa al amo, al negrero y perseguidor, quien aparece atacando al negro.
- El Padre o Sacerdote: representa al catequizador.
- El Arcángel: es uno de los personajes irreales o imaginativos con el cual se halagaba a los esclavos, asegurándoles su protección contra el temido lucifer si eran sumisos.
- El Diablo: con una presencia muy realista, vestido de malla roja, con cuernos y uñas, cola, alas y disfraz, trata de llenar su cometido que es aterrorizar a la gente y ayudar a mantenerla sometida. Fue el gran auxiliar del amo y del catequizante.

## Vestimenta
Los vestidos de los congos están llenos de colorido, lo que representa la belleza de la naturaleza.
Las mujeres utilizan una pollera de dos piezas, camisa con arandina y un pollerón hecho de retazos, además de flores en la cabeza y collares de cuencas o caracoles. La reina, entretanto, se diferencia con una corona hecha de latón y otros materiales llamativos. La mujer viste pollera montuna colorida, y luce maquillaje y las flores en su cabello.
Los hombres utilizan la ropa al revés y vieja, sombrero de estopa de coco adornado con plumas, conchas, espejos o cuencas, y se pintan la cara con carbón en símbolo de rebeldía. El rey o Juan de Dios usa una corona más pequeña que la de la reina. Las cuerdas y listones aluden a las cadenas de la esclavitud y los objetos queridos se guardan con bolsas grandes que se usaban para períodos de fuga de los españoles. Se complementa la vestimenta con sombrero cónico y bastón dando un efecto paródico.
El pajarito, pintado con carbón, usa sombrero de estopa de coco y plumas, lleva una muñeca a la espalda y suena incansablemente un pito que a todos ensordece. El diablo, por su lado, aparece cuando cantan la tonada del “diablo Tun Tun”. Es cazado por los ángeles para ser bautizado, lo que causa una gran corredera entre la concurrencia.

## Variantes Regionales Del Itsmo Panameño

### Los Congos de la Chorrera
El pueblo de Chagres y las comunidades a orillas de Lago Gatún fueron los poblados que influyeron sobre La Chorrera en el baile congo, ya que por 1908 el señor Lorenzo Coba, que trabaja en Chagres y residía en la Chorrera, persona de un espíritu muy alegre y divertido que en días de Carnaval con siete u ocho amigos salían, no organizados y con un tambor a danzar por las calles lo que ellos conocían como "congos cerrados".
Del pueblo de Nuevo Emperador nos llegó, una danza un poco más organizada, también con influencia del Chagres. Esta no venía por el camino de Río Congo, Río Velázquez en La Chorrera, paraban en la casa de Joaquín Olmedo. En su organización traían un rey que era representado por el señor Miguel Beltran, la reina que era María Belén Gómez, consejero del rey o policía era Eduardo Bais, "Borrecontó" Modesto Barrios, "Pajarito" Roberto Gordón, el letrado Juan Sánchez, Hojasasquin estaba por Chale, estos congos se presentaron por 2 o 3 años en La Chorrera.
Posteriormente a ellos, se presentó la danza más organizada y de más lucidez, ellos venían de la región del Lago Gatún de una comunidad que se conoce con el nombre de "Lagarterita", el grupo era comandado por Pedro Castro y Patricia Olmos de Castro; paraban en la casa que era propiedad del señor Nicolás Herrera la cual alquilaban. En la actualidad esta casa es de Nena Martínez. Llegaban siguiendo el camino de Lagarterita, Las Cruces, Río Trapichito, La Chorrera y en su organización presentaban: la reina, que era el personaje principal de la danza, iba vestida con una pollera sencilla, blusa blanca imitando los colores sencillos de la pollera, pies desnudos como los demás personajes del elenco, utilizaban una alta corona, representaba a la mujer fuerte que administraba justicia. Juan de Dios: era el nombre del rey esposo de la reina llevaba corona vistosa, bastón de mando y faja de color con insignias; vestía pantalón negro con una pierna arrollada, camisa blanca con nudo hacia atrás, acompañaba a la reina en todas sus labores; representaba al señor guerra de la estrategia y de economía. Pajarito: hijo de la reina y de Juan de Dios, era príncipe vestía una túnica corta atada a la cintura, como príncipe llevaba corona y como pajarito una pluma simbólica. En la escena es el personaje más inquieto iba sonando constantemente un silbato, dirigía la danza en la cual él era el más endiablado y era uno de los acróbatas que participaban en la danza. Juan de Diosito: era un hermano menor de Pajarito, príncipe, también guarda espalda de la reina, vestía igual que su hermano y era como un furioso bailarín. Las Mininas: eran dos niñas hijas de la reina con vestidos distinguidos y coronas, eran grandes bailarinas. 
Actualmente se considera una danza latente, porque no se practica.

## Subgéneros Del Congo Panameño

### El Tambor de la Cachimba o Tambor de Orden Portobeleño
La cachimba es una danza que cuenta con grandes similitudes con el congo, pero la historia, el ritmo y el vestuario son complemente diferentes.
La cachimba, es una danza que imita los bailes de salón de las personas blancas, por esta razón, es más pausado, delicado y elegante en comparación con el Congo.  Se le llama "cachimba", porque uno de los elementos que se usan al momento del baile es un pipa o "cachimba".
En la cachimba, se utiliza el tambor hondo, tambor seco y la caja tamborera , esta es la que marca el tiempo de la música.  El baile es más lento, cuando va a empezar se hace una pequeña flexión que es marcada por la caja tamborera (como especie de reverencia) y cuando rompen los tambores comienza todo.
Durante el baile, el hombre y la mujer pueden hacer como especies de cruces, pero para esto deben estar de acuerdo y saber cuándo harán las caídas. Luego siguen bailando, hasta que entre otra pareja y hasta que la cantalante aguante. En el transcurrir de la danza se pueden hacer saludos, pero estos son más elegantes, no tan espontáneos como el congo. 
Actualmente los que bailan cachimba, son grupos folklóricos, no los miembros de la costa, (Portobelo), porque ha perdido popularidad.